# Ognistoskroniec północny
Ognistoskroniec północny (Oxyrhopus petolarius) – gatunek węża z rodziny połozowatych (Colubridae), jest największym przedstawicielem rodzaju Oxyrhopus. Występuje w obu Amerykach od południowego Meksyku poprzez Amerykę Środkową do środkowej Ameryki Południowej. Prowadzi zmierzchowy i nocny, głównie naziemny tryb życia.

## Systematyka
Takson ten po raz pierwszy zgodnie z zasadami nazewnictwa binominalnego opisał w 1758 roku szwedzki przyrodnik Karol Linneusz w 10. wydaniu swej monumentalnej pracy Systema naturae per regna tria naturae, secundum classes, ordines, genera, species, cum characteribus, differentiis, synonymis, locis. Autor nadał wężowi nazwę Coluber Petola. Jako miejsce typowe podał błędnie Afrykę. Syntypy: ZMUU 8 (C. Gyllenborg, 1744), ZMUU 45 (MP, 1745), ZMUU 151 (JA, 1749), NHR Lin-73, okaz o długości 845 mm, NHR Lin-74 okaz o długości 490 mm i NHR Lin-75 okazy o długościach 740 mm, 450 mm i 410 mm. Wyróżnia się trzy podgatunki:
- O. p. digitalis (Reuss, 1834)
- O. p. petolarius (Linnaeus, 1758)
- O. p. sebae (Duméril, Bibron & Duméril, 1854).

### Etymologia
- Oxyrhopus: gr. οξυρροπος oxurrhopos „szybko pełzający”[7][8].
- petolarius – łac. petolarius „złośliwy, szkodliwy”[3].

## Morfologia
Jest to średniej wielkości wąż o głowie niewiele szerszej od szyi, czarnym pysku. Młode osobniki mają tułów i ogon w czarne i jasne (białe, jasnożółte lub pomarańczowe) pasy. W miarę dojrzewania pasy stają się zazwyczaj czerwone. Samice mogą się stawać prawie całkowicie czarne z wiekiem. Pasy grzbietowe nie tworzą pierścieni, kończą się na tarczkach brzusznych i podogonowych. Brzuch i ogon od spodu są jasne bez jakichkolwiek przebarwień. Całkiem czarne osobniki mogą być mylone z Clelia equatoriana lub Clelia clelia.
Wymiary:
|                          | Samiec   | Samica   |
| Długość całkowita (mm)   | 1130     | 1327     |
| Łuski grzbietowe (rzędy) | 19–19–17 | 19–19–17 |
| Tarczki brzuszne         | 193–218  | 191–222  |
| Tarczki podogonowe       | 91–126   | 77–110   |

## Występowanie
Oxyrhopus petolarius jest szeroko rozpowszechniony w Ameryce Środkowej i Południowej. Występuje w Meksyku, Gwatemali, Salwadorze, Trynidadzie i Tobago, Hondurasie, Belize, Nikaragui, Kostaryce, Panamie, Gujanie Francuskiej, Gujanie, Kolumbii, Wenezueli, Ekwadorze, Brazylii, Boliwii, Peru i północnej Argentynie. W Ekwadorze występuje w prowincjach Morona Santiago, Orellana, Pastaza, Los Ríos, Esmeraldas, Pichincha, Santo Domingo de los Tsáchilas, Azuay, Carchi, Cotopaxi, El Oro, Guayas, Loja, Manabí, Santa Elena, Tungurahua, Napo, Zamora Chinchipe i Sucumbíos.

## Ekologia i zachowanie
Oxyrhopus petolarius zamieszkuje bardzo zróżnicowane ekosystemy od sawann poprzez suche lasy do lasów deszczowych, zarówno obszary pierwotne, jak i wtórne takie jak pastwiska, plantacje i obszary zamieszkiwane przez człowieka. Prowadzi głównie nocny lub zmierzchowy, naziemny lub półnadrzewny tryb życia. Spotykany jest na wysokościach od poziomu morza do ponad 2000 m n.p.m. Żeruje na gruncie lub na roślinności do około 3,5 m nad ziemią. Dieta tego gatunku obejmuje małe ssaki np. nietoperze i gryzonie, ptaki i ich jaja, jaszczurki m.in. Anolis scypheus, Cercosaura manicata, Hemidactylus mabouia i Kentropyx pelviceps oraz płazy bezogonowe. Jest wężem lekko jadowitym, jego jad jest niebezpieczny dla małych zwierząt, ale nie dla ludzi. Jest gatunkiem jajorodnym, samica składa od 2 do 15 jaj pod kamieniami. Inkubacja trwa około 3 miesięcy.

## Status zagrożenia
W Czerwonej księdze gatunków zagrożonych IUCN Oxyrhopus petolarius jest klasyfikowany jako gatunek najmniejszej troski (LC, ang. Least Concern). Liczebność populacji nie jest określona, ale gatunek ten jest opisywany od niepospolitego w Ameryce Środkowej do pospolitego na obszarach leśnych w Brazylii. Trend liczebności populacji nie jest określony.